# Titus Marius ten Berge
Titus Marius ten Berge (Nijensleek, 26 juni 1866 - Voorburg, 5 december 1949) was een Nederlandse politicus.

## Loopbaan
Ten Berge was een zoon van landbouwer Pieter ten Berge en Jantje Hofman. Hij trouwde in 1891 met Elsje Diderica Hellema, dochter van notaris en burgemeester Willem Hellema.
Hij was van 1887 tot 1890 ambtenaar ter secretarie in Dantumadeel. Hij werd in 1890 gemeenteontvanger en in 1898 burgemeester van Workum. Hij was daarnaast directeur van een zuivelfabriek en consul van de ANWB. Van 1915 tot 1931 was hij burgemeester van Franekeradeel. Hij verhuisde na zijn pensionering naar Zuid-Holland. Hij overleed op 83-jarige leeftijd.